# Charaka

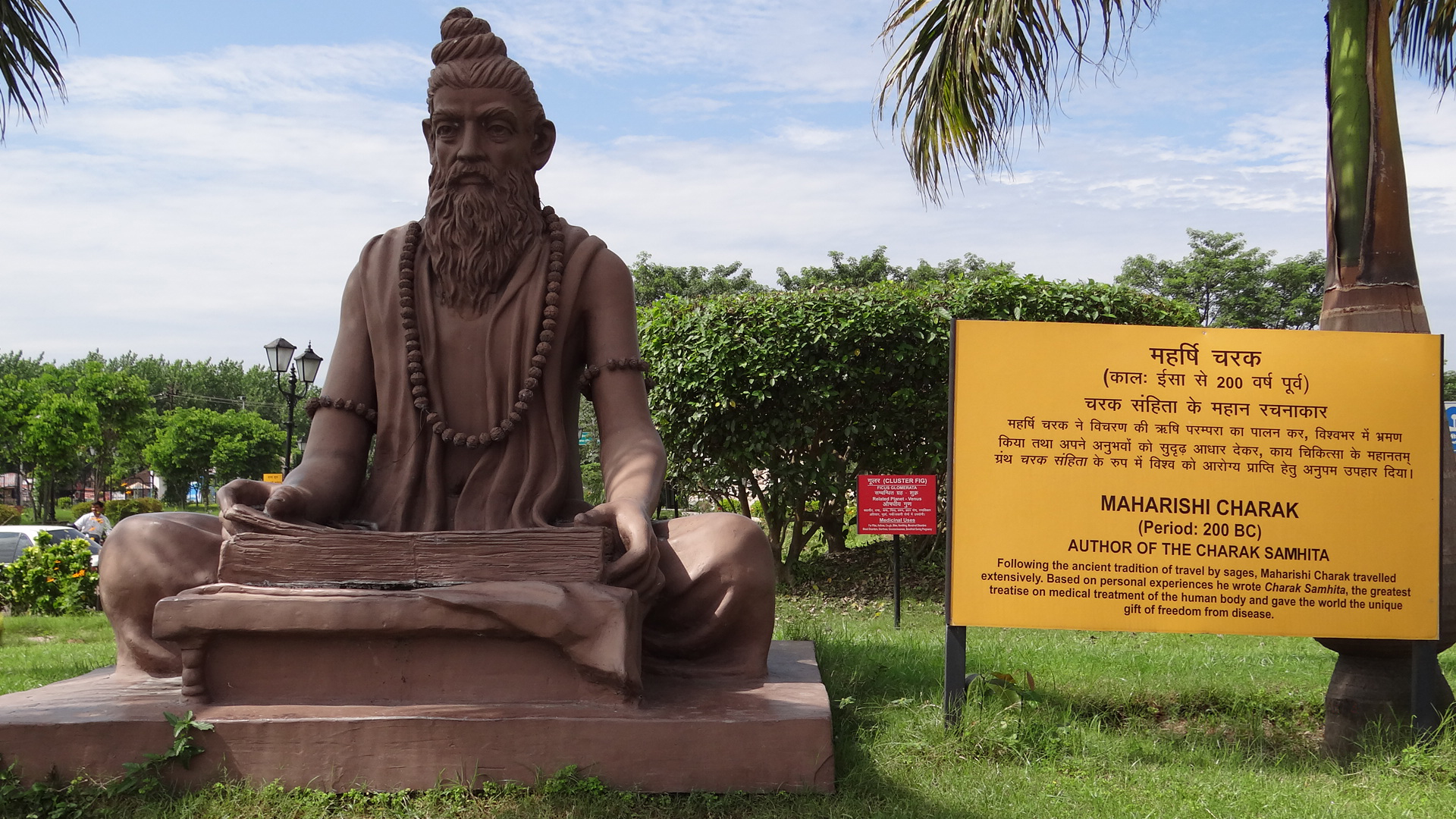

Charaka, ibland Caraka, född cirka 300 f.Kr., var en av de huvudsakliga bidragsgivarna till den ayurvediska vetenskapen. Han var kung Kanishkas livmedikus och gav på 100-talet ut en åtta böcker omfattande samling om ayurvedisk medicin.